# La Mort de l'incroyable Hulk
Pour les articles homonymes, voir Hulk (homonymie).
Pour plus de détails, voir Fiche technique et Distribution.
La Mort de l'incroyable Hulk (The Death of the Incredible Hulk) est un troisième et dernier téléfilm américain tiré de la série télévisée L'Incroyable Hulk et réalisé en 1990 par Bill Bixby.

## Synopsis
David travaille comme balayeur dans un grand complexe de recherche gouvernemental. Chaque soir, il s'introduit dans un laboratoire dans l'espoir de trouver un remède. Le Dr Ronald Pratt le démasque et David lui raconte sa malédiction. Ronald lui propose son aide pour obtenir une guérison et ensemble ils trouvent enfin un remède. David fait l'expérience qui ne se déroule pas comme prévu.

## Fiche technique
- Titre français : La Mort de l'incroyable Hulk
- Titre original : The Death of the Incredible Hulk
- Réalisation : Bill Bixby
- Scénario : Gerald Di Pego (en)
- Musique : Lance Rubin
- Montage : Janet Ashikaga
- Photographie : Chuck Colwell
- Producteurs : Robert Ewing, Hugh Spencer-Phillips
- Producteur délégué : Bill Bixby
- Pays :  États-Unis
- Langue : anglais
- Durée : 95 minutes
- Sociétés de production : B & B Productions, New World Television
- Sociétés de distribution : NBC
- Diffusion : 18 février 1990 sur NBC

## Distribution
- Bill Bixby (VF : Daniel Gall) : Dr David Bruce Banner / David Bellamy
- Lou Ferrigno : Hulk
- Elizabeth Gracen : Jasmin
- Andreas Katsulas : Kasha
- Philip Sterling (VF : Jean-Pierre Delage) : Dr Ronald Pratt
- Barbara Tarbuck : Amy Pratt
- Anna Katarina (en) : Bella alias Voshenko
- John Novak (en) : Zed
- Duncan Fraser :

## Commentaires
Dans cette ultime aventure d'Hulk, on ne voit pas Jack McGee car l'acteur Jack Colvin avait des problèmes de santé.
Daredevil & Thor étaient apparus dans les précédents téléfilms, et ce dernier téléfilm était censé voir la première apparition de She-Hulk ou celle d'Iron Man, prévu dans un scénario écrit au mois de juillet. Finalement, les producteurs décidèrent de prendre le personnage de Black Widow mais en changeant son nom en Jasmin. Tom Selleck était pressenti pour jouer le rôle d'Iron Man dans ce téléfilm ou dans une de ses suites.

## DVD
- Le téléfilm est sorti en DVD Keep Case chez Fox Pathé Europa le 18 juin 2003 au format 1.33:1 plein écran en français, anglais, italien, allemand et espagnol 2.0 Dolby Digital avec sous-titres français, anglais, italiens, allemands, espagnols, suédois et danois. Pas de supplément inclus [1].